# Mimoclystia deplanata
Mimoclystia deplanata es una especie de polilla de la familia Geometridae, descrita por primera vez por el entomólogo francés Joseph de Joannis en 1913, con distribución en el África Oriental. El holotipo de la especie, un espécimen masculino, fue descrito en el sector Adi Keyh de la región Debub, Eritrea.